# 対艦ミサイル

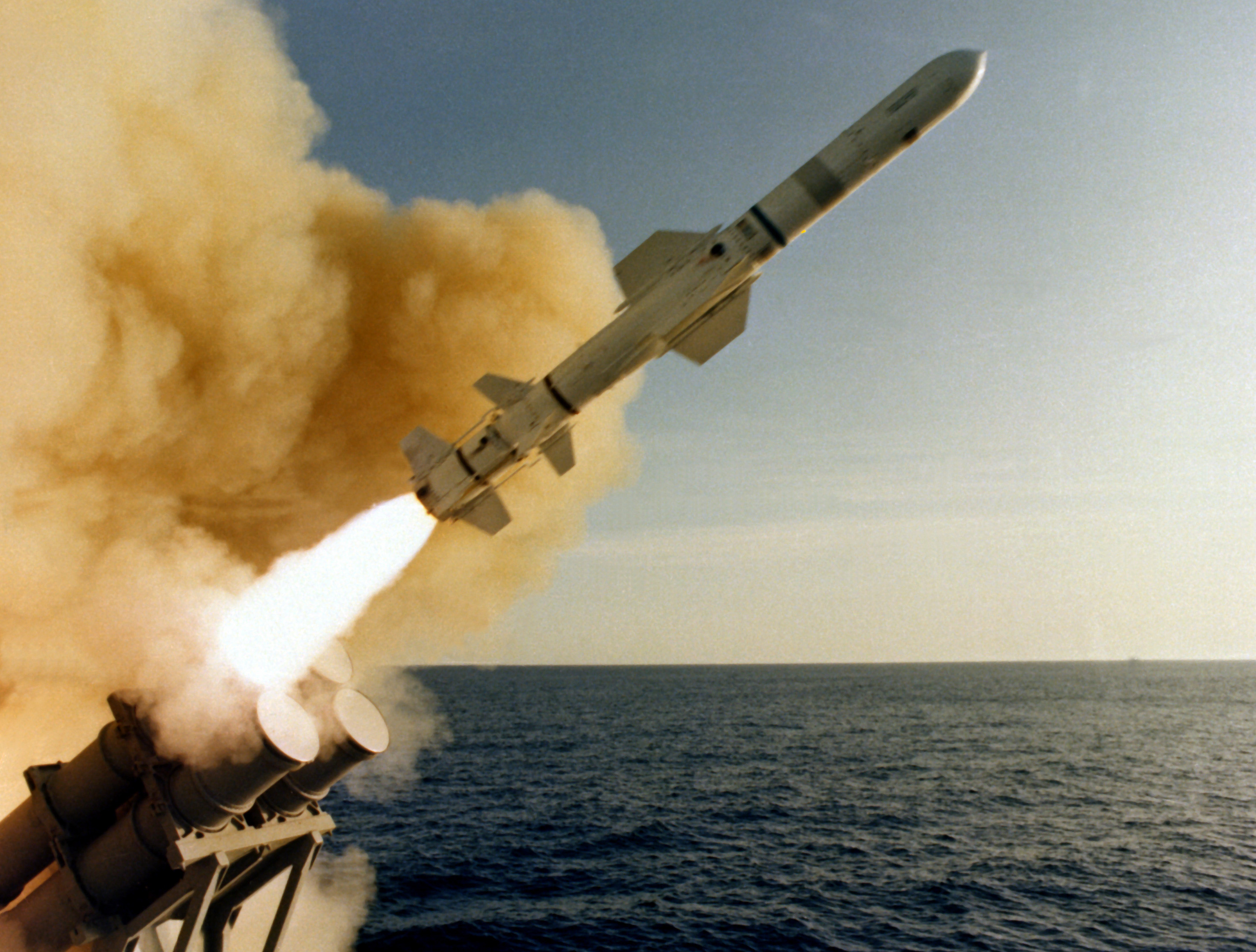
ハープーン艦対艦ミサイル

対艦ミサイル（たいかんミサイル、英語: Anti-ship missile, AShM）は、対艦兵器として開発されたミサイル。

## 誘導爆弾
第二次世界大戦中の対艦兵器としては砲熕兵器やロケット弾、魚雷、無誘導爆弾などが用いられていた。その後、まず誘導爆弾として精密誘導兵器（PGM）の導入が図られることになり、1943年にはドイツ空軍がフリッツXを、1945年にはアメリカ海軍がバットを実戦投入して、前者はイタリア海軍の戦艦「ローマ」を撃沈する戦果を挙げている。また、大日本帝国陸軍もケ号爆弾を開発していたが、こちらは実用化には至らなかった。
大戦末期の時点で、既にドイツ空軍が下記のように推進装置を備えたHs.293を実戦投入していたように、戦後は巡航ミサイルとしてのASMが主流となった。ただし対地兵器として開発されたペイブウェイなどのレーザー誘導爆弾が対艦用として使用される場合もあったほか、2000年代に配備されたLJDAMでも対艦攻撃が想定されている。また、航空自衛隊でもASMを装備化するのと並行して、対空火力が貧弱な目標を攻撃するための対艦用誘導爆弾として91式爆弾用誘導装置（GCS-1）を開発・配備している。

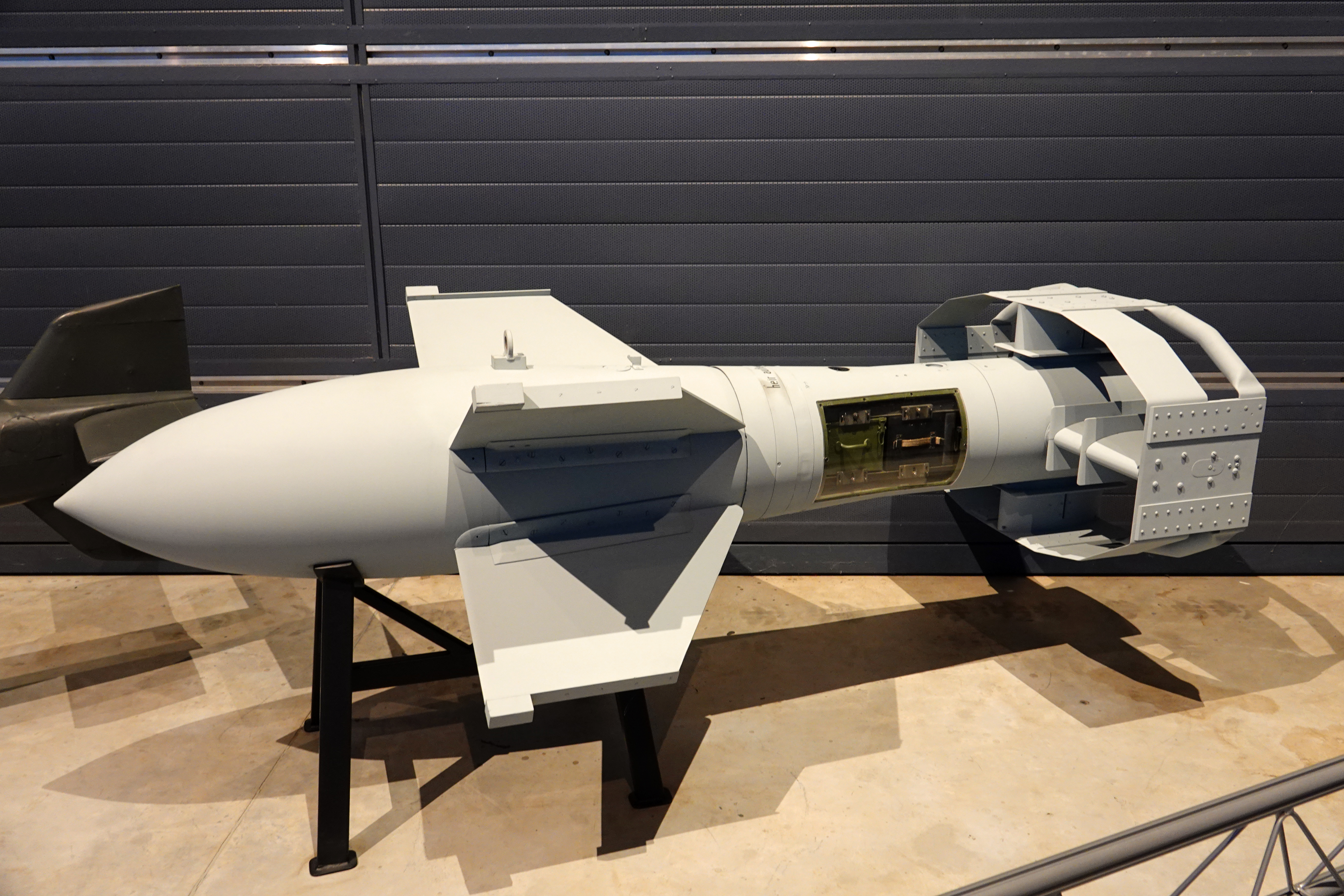
フリッツX誘導爆弾
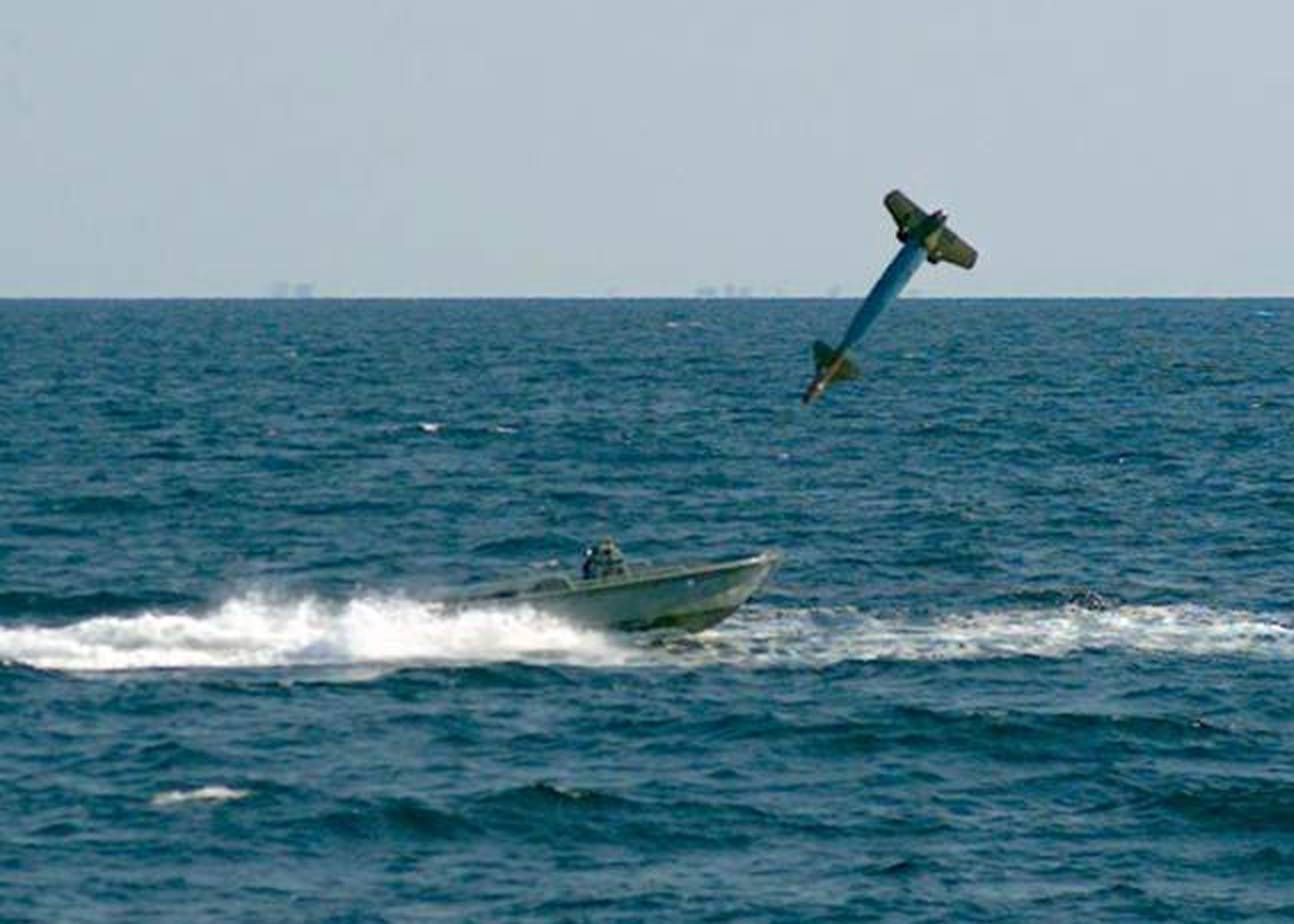
水上標的に命中する寸前のペイブウェイII誘導爆弾

## 巡航ミサイル (ASCM)

### 空中発射型 (ASM)
誘導爆弾と並行して、これに推進装置を備えたような巡航ミサイルの開発も進められており、ドイツ空軍では1943年よりHs.293も実戦投入した。大日本帝国陸軍もイ号一型甲無線誘導弾およびイ号一型乙無線誘導弾を開発していたが、いずれも実戦投入には至らなかった。また、アメリカ海軍でもガーゴイルを開発していたが、こちらも実戦投入には至らなかった。
大戦後、ソビエト連邦ではナチス・ドイツから獲得したミサイル技術も踏まえて巡航ミサイルの開発を進めており、1953年にはMiG-15戦闘機を無人化したような設計のKS-1（AS-1）を就役させ、これが同国初の空対艦ミサイルとなった。その後も順次に開発・配備が進められていき、1966年には最大射程350海里 (650 km)という長大な射程を誇るKSR-5（AS-6）が配備された。ただしソ連では、政治的な理由もあって、このように戦略爆撃機でなければ搭載できないような大型・長射程のミサイルの開発が先行したため、戦術的に使用できるようなミサイルの開発が開始されたのは1960年代中盤になってからであった。
これに対して西側諸国では、むしろ比較的小型・短射程のミサイルの開発が先行しており、まず1959年、アメリカ海軍の対潜哨戒機が浮上した潜水艦を攻撃するための兵器として、指令誘導式のブルパップ（射程10海里 (19 km)）が配備された。その後、1970年代には北大西洋条約機構（NATO）諸国でも電波・光波ホーミング誘導式の空対艦ミサイルの実用化が相次いだが、これらの多くはSSMとファミリー化されていた。特にエグゾセは1982年のフォークランド紛争で実戦投入され、駆逐艦「シェフィールド」撃沈などで有名になった。また、航空自衛隊でも1980年には80式空対艦誘導弾（ASM-1）を制式化した。
対艦ミサイルが登場した当初は、単に小さく高速であるというだけで要撃を避けることができていたが、水上艦の側でもミサイルの脅威に対抗するため電子攻撃やCIWSなど対艦ミサイル防御（ASMD）の技術を発達させていったことから、後にはミサイルの側でも、超低空飛行（シースキミング）やレーダー反射断面積（RCS）の低減によって敵からの探知を避けたり、超音速化によって要撃のための余裕を与えないようにしたりといった策を講じていくことになった。

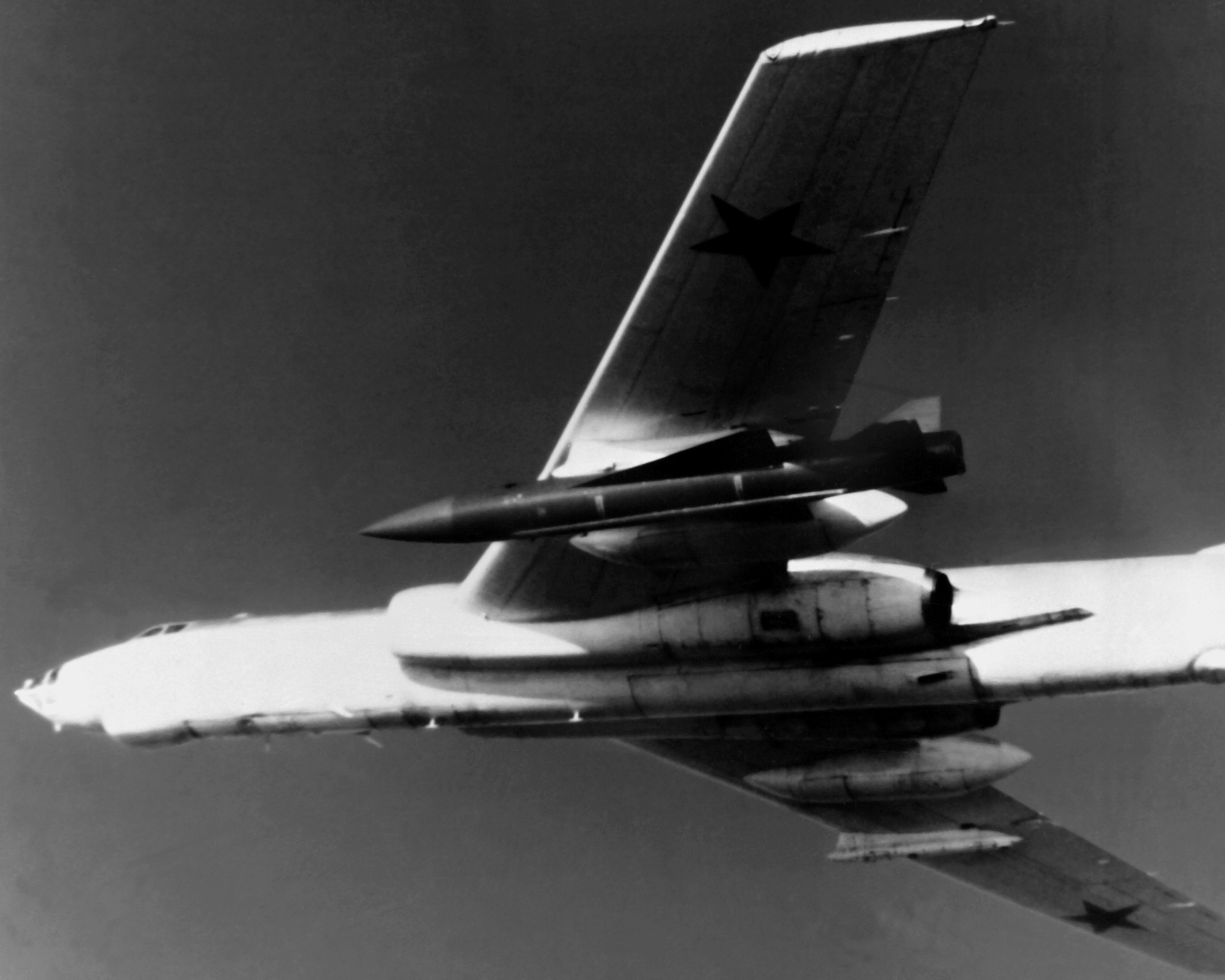
Tu-16戦略爆撃機に搭載されたKSR-5
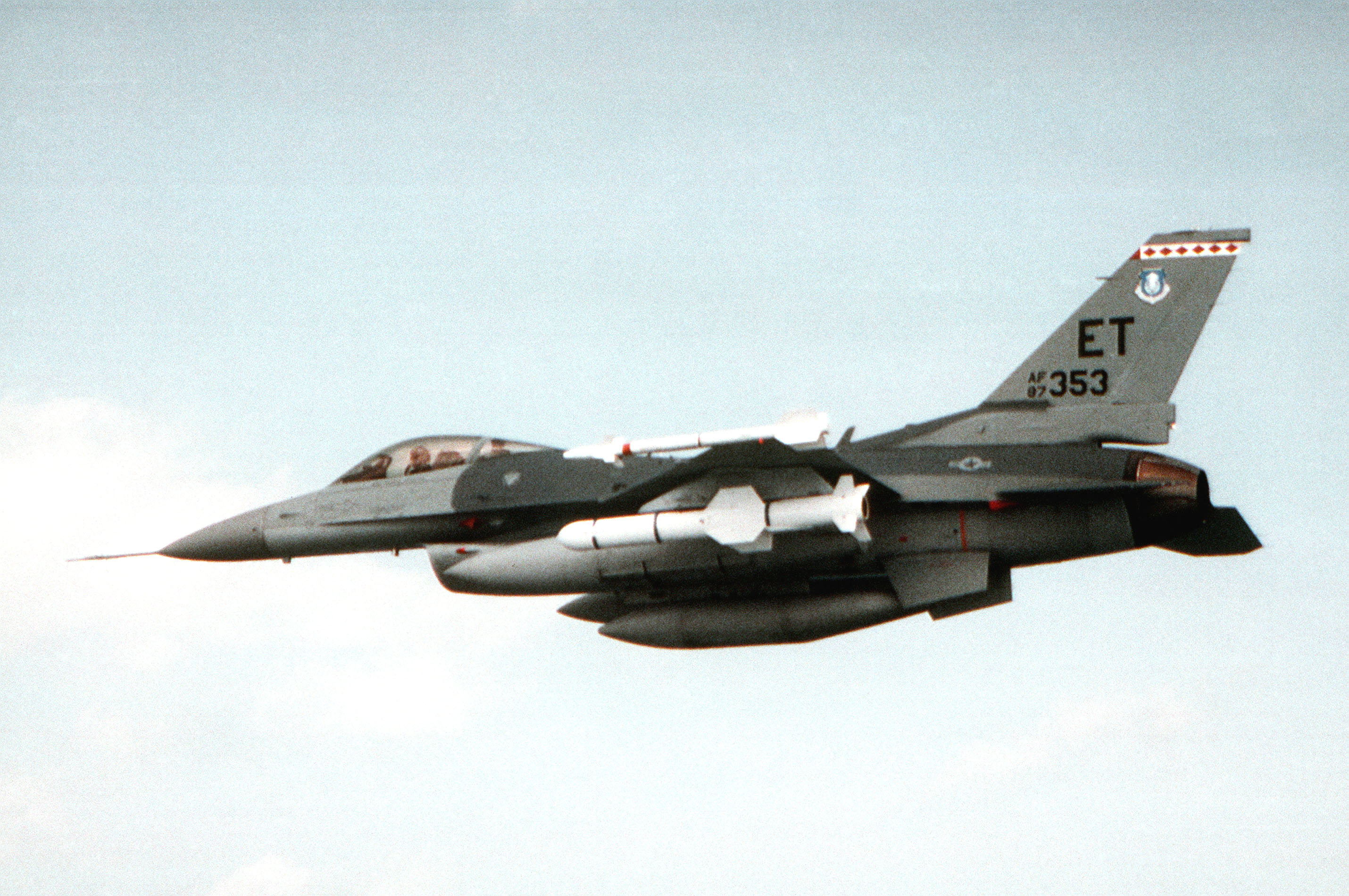
F-16戦闘機に搭載されたハープーン

### 艦上発射型 (SSM)
ソビエト連邦では、艦対艦ミサイルについてはまず短射程のP-15（SS-N-2）を先行して開発し、1959年よりミサイル艇に搭載して配備を開始した。また、翌1960年には、250海里 (460 km)という長大な射程を誇るP-6（SS-N-3）が登場し、こちらはアメリカ海軍の空母任務部隊への対抗策として、潜水艦やミサイル巡洋艦に搭載された。
これに対し、アメリカ海軍では当初艦対空ミサイル（SAM）で対艦兵器も兼用する方針であり、また大戦中に建造された砲装型巡洋艦などの強力な艦砲が多数残っていたこともあって、艦上発射型の巡航ミサイルはまず対地用の戦略兵器として配備された。一方、西側諸国のなかでも周辺諸国に対して海上兵力で劣勢にあった北ヨーロッパ諸国やイスラエルでは早くから艦対艦ミサイルに着目しており、1966年にはスウェーデンがRB 08を、また1972年にはイスラエルがガブリエル、ノルウェーがペンギンを配備した。
1967年には、ソ連から提供されたP-15ミサイルを搭載したエジプト海軍のミサイル艇がイスラエル海軍の駆逐艦「エイラート」を撃沈する事件が発生し、西側諸国にSSMの脅威を強く印象づけた。続く1973年の第四次中東戦争では、イスラエルとシリアのミサイル艇同士の交戦（ラタキア沖海戦）が発生し、海戦のミサイル化を象徴する戦闘となった。これらは艦上発射を前提として開発されたものであったが、その後は上記のようにハープーンなどASMと共通化したSSMが主流となっていった。
なお、対艦ミサイルでは水上艦を標的とするために遠距離からの目標の探知・捕捉に困難が伴うが、特にSSMでは発射プラットフォームも水上にあり、自ら目標を探知・捕捉できる範囲が限られるため、電波水平線 (Radar horizon) 以遠の敵との交戦が問題となる。このため、ラタキア沖海戦など初期のSSMによる交戦はいずれも比較的短距離で戦われており、またエグゾセSSMの初期モデル（MM38）が開発された際には、その発射プラットフォームとして想定されていた小型艦艇のレーダーや電波探知装置での探知距離とマッチする程度の射程でよいと考えられて、あえて延伸は試みられなかった。これに対し、初期から遠距離攻撃をも志向していたソビエト連邦では、航空機や衛星（レゲンダ）によるISRシステムの構築を図っていたほか、艦自身も簡易的なOTHレーダーを搭載した。また、NATO諸国でも、後にはSSMの射程延伸を図るとともに、LAMPSなど艦載ヘリコプターによって目標を捕捉する体制を整備した。

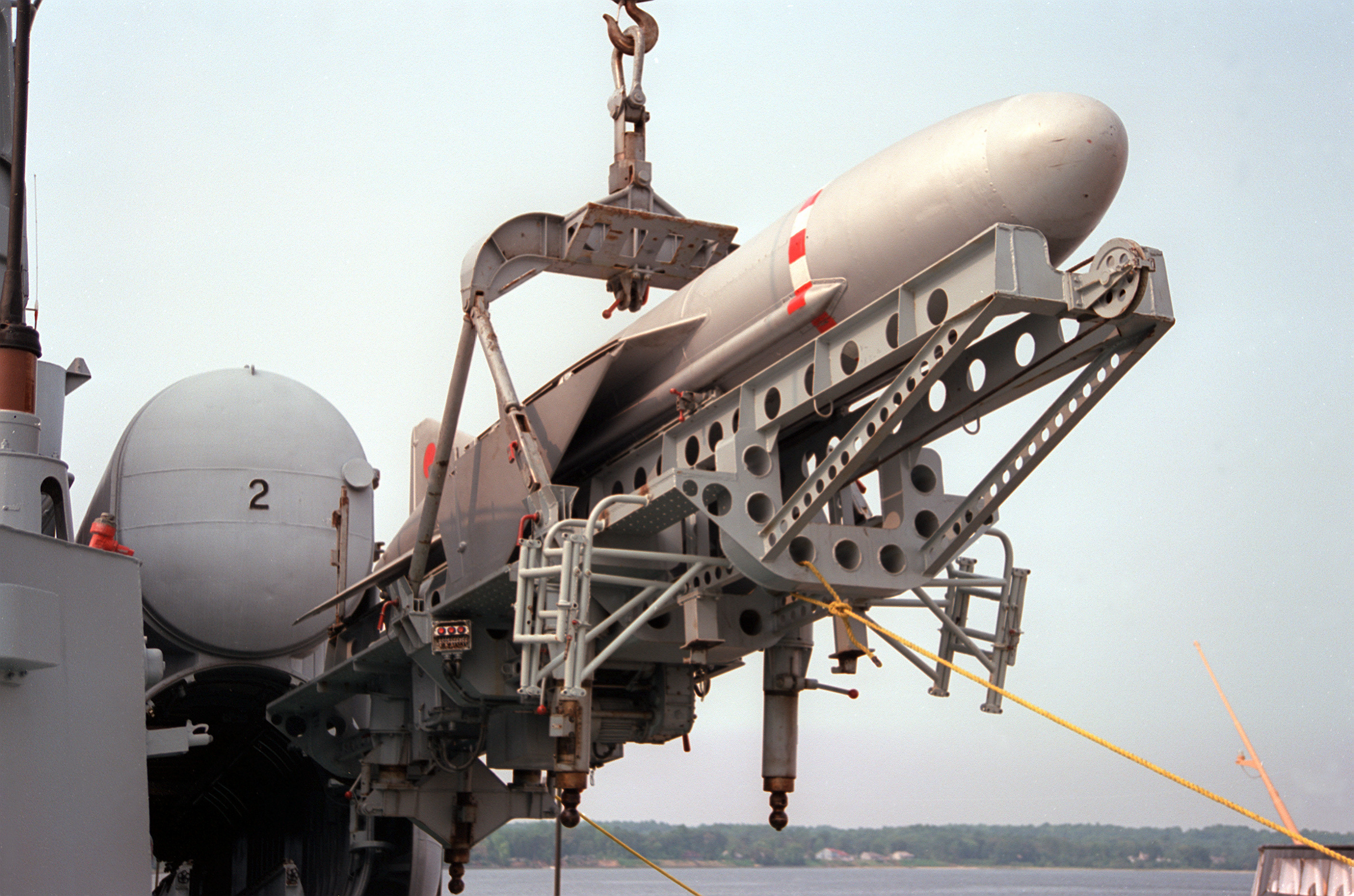
P-15 SSM
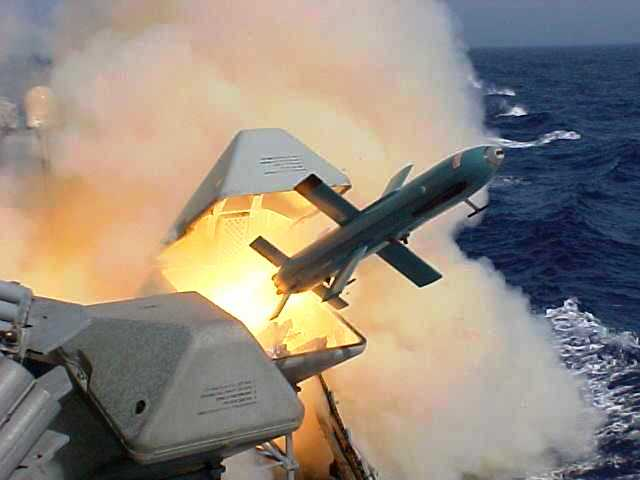
ガブリエルSSM

## 弾道ミサイル (ASBM)
弾道ミサイルを対艦兵器として使用するという点で先鞭をつけたのもソビエト連邦で、潜水艦発射弾道ミサイル（SLBM）であるR-27（SS-N-6）をベースとした対艦版としてR-27Kを開発して、1970年より発射試験を開始し、良好な成績を得た。また、アメリカ合衆国でも1970年代より配備された準中距離弾道ミサイル（MRBM）であるパーシング IIで良好な射撃精度を得ると、これを対艦兵器として使用することも考慮されるようになった。しかし第一次戦略兵器制限交渉（SALT I）や中距離核戦力全廃条約（INF条約）の影響もあって、いずれもASBMとして配備されるには至らなかった。
1990年代以降、米中間における軍事的衝突の潜在的可能性を踏まえ、中華人民共和国が接近阻止・領域拒否（A2/AD）能力の整備に力を入れるようになると、ASBMの開発・配備も推進されるようになった。2010年にはMRBMをベースにしたDF-21D、また2018年には中距離弾道ミサイル（IRBM）をベースにしたDF-26Bが配備を開始している。